# Ventura Caro y Maza de Lizana
Ventura Caro y Maza de Lizana (València, 1742 - Madrid, 1809) fou un militar valencià, Capità general de València en els primers anys del segle xix.
Va prendre part en l'expedició contra Alger (1775) i en la invasió de Menorca de 1782 com a ajudant del Duc de Crillón-Mahón. Ascendit a capità, participà en el setge de Gibraltar. Un cop ascendit a tinent general, fou nomenat capità general de Galícia. En 1785 fou nomenat encarregat de fixar els límits de la frontera França-Espanya a la zona de Navarra. Gràcies als coneixements adquirits sobre el territori navarrès fou nomenat cap de l'exèrcit espanyol als Pirineus Occidentals durant la Guerra Gran (1793). De 1801 a 1803 fou nomenat capità general de València, on s'enfrontà a revoltes populars a causa de les lleves de fins a 40.000 homes. Al començament de la guerra del francès va combatre amb èxit les tropes del general Bon-Adrien Jeannot de Moncey. Va morir a Madrid en 1809, poc després de ser ascendit a capità general.